# ماركويتا (راقصة)
ماركويتا، التي يُشار إليها غالبا باسم مدام ماركويتا (بالفرنسية: Mariquita)‏(1838–1922)، كانت راقصة جزائرية المولد أصبحت راقصة باليه، ولاحقًا مصممة رقصات وراقصة باليه ناجحة في مسارح مختلفة في باريس من سبعينيات القرن التاسع عشر وحتى عام 1920.